# Železniška proga Celje–Velenje
Železniška proga Celje—Velenje je ena izmed železniških prog, ki sestavljajo železniško omrežje v Sloveniji.

## Zgodovina
Proga med Celjem in Velenjem je del nekdanje Lavantinske železnice med Zeltwegom in Celjem, ki so jo v več fazah gradili v drugi polovici 19. stoletja. Omenjeni odsek je bil pomemben predvsem zaradi rudnikov lignita v Šaleški dolini (okolica Velenja in Šoštanja). Gradile in upravljale so ga Štajerske deželne železnice (Steiermärkische Landesbahnen). Odprt je bil 29. decembra 1891. Iz Pesja pri Velenju je bil zgrajen tudi krak do ranžirne postaje Preloge do rudnikov v Škalah. Ta odsek je bil v 60. letih ukinjen in demontiran, kasneje so ga večji del kot posledica intenzivnega rudarjenja zalila Šaleška jezera. Leta 1899 so odsek podaljšali do Dravograda, a so ga (med Velenjem in Otiškim Vrhom) leta 1968 demontirali.

## Trasa
Začetna železniška postaja je Celje, medtem ko je končna Velenje. Druge železniške postaje in postajališča na progi so: